# Náhál Oz
Náhál Oz (héberül: נַחַ"ל עֹז, Hatalmas Folyam vagy Hatalmas Náhál) egy kibuc Dél-Izraelben, a Negev-sivatag északnyugati részén,  a Gázai övezethez közel, Szderót és Netivot szomszédságában. A Sha'ar HaNegev Regionális Tanács fennhatósága alá tartozik. 2021 ben 471 lakosa volt.

## Történelme

### Alapítása

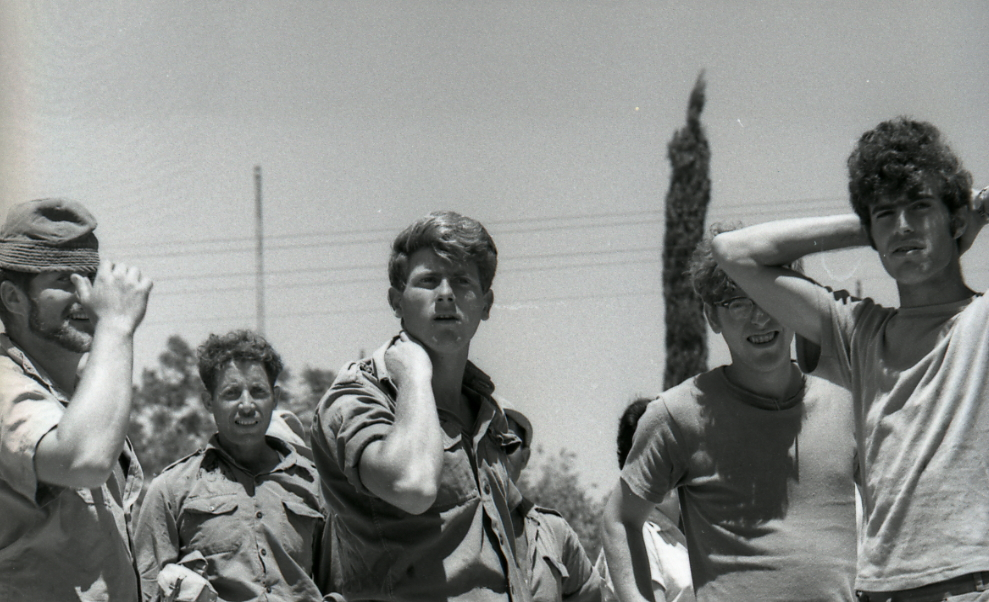
Fiatal katonák a hatnapos háború alatt Nahal Ozban

A kibucot 1951-ben alapították az ország első Náhál településeként (a Náhál dandár katonái által alapított települések gyűjtőneve). Eredetileg Nahlayim Mul Aza néven emlegették (héberül: נחלאים מול עזה), lit. Nahal katonák Gázával szemben). 1953-ban polgári közösséggé alakult.

### Ro'i Rothberg meggyilkolása és Móse Daján gyászbeszéde
1956 áprilisában a kibuc biztonsági tisztjét, Ro'i Rothberget Gázából behatoló terroristák megtámadták és megölték . Rothberg temetésén részt vett Móse Daján, akkori vezérkari főnök is. Daján itt mondta el híres gyászbeszédét, amely később széles körben ismertté vált.
„Tegnap kora reggel meggyilkolták Roit. Elvakította őt a tavaszi reggel csendje  és nem látta  a mezsgyén rá leselkedő veszélyt. De a mai napon ne a gyilkosokra hárítsuk a felelősséget. Miért kellene az irántunk érzett égető gyűlöletüket a világba kiáltani [helyettük – a fordító]? Nyolc éve ülnek [a Palesztin menekültek – a fordító] a gázai menekülttáborokban, a szemük láttára vesszük birtokunkba azokat a földeket és azokat a falvakat, ahol ők és apáik éltek. Nem a gázai arabok között kell keresnünk Roi végzetét, hanem a magunk köreiben. Hogy hunyhattuk le a szemünket, miért nem néztünk szembe a saját sorsunkkal, hogyan nem láttuk a saját generációnk végzetét? Elfelejtettük, hogy Náhál Oz fiataljai a vállukon cipelik Gáza súlyos terhét? A határon túl a gyűlölet és  bosszúvágy tengere árad, várja a napot, amikor a nyugalom eltompítja érzékeinket, a napot, amikor hallgatunk a képmutatás nagyköveteire, akik fegyverletételre szólítanak fel minket. Roi vére hozzánk és csak hozzánk kiált széttépett testéből. Bár ezerszer felesküdtünk, hogy vérünk nem hullik hiába többé, tegnap ismét csapdába estünk, hallgattunk és hittünk.
Önmagunkkal számolunk ma el; mi vagyunk a betelepülő nemzedék, acélsisak és  ágyútorok nélkül nem fogunk tudni sem fákat ültetni, sem otthonokat építeni. Ne tántorítson el bennünket a gyűlölet, amely a körülöttünk élő arabok százezreit belülről mardossa. Ne fordítsuk el a szemünket, nehogy a karunk elgyengüljön. Ez a mi generációnk sorsa. Ez a mi döntésünk – felkészülten, fegyverben, erősen és határozottan kell várnunk őket, különben kiverik a kardot a markunkból és kioltják életünket. A fiatal Roit, aki elhagyta Tel-Avivot, hogy Gáza kapui előtt építse fel otthonát, elvakította a szívében lévő fény, és nem látta a kard pengéjének villanását. Vágyakozása a békére süketté tette és nem hallotta meg a lesben várakozó gyilkos neszezését. Gáza kapuinak súlya túl nehéz volt a vállainak és legyőzte őt."

### 1997-2023
A kibuc privatizációja 1997-ben kezdődött el.
Az „Erős szikla” hadművelet során több mint 270 rakétát és aknagránátot lőttek ki Náhál Ozra. 2014. augusztus 22-én este 6 óra tájban egy palesztin fegyveresek által indított aknavető gránát eltalálta a Tregerman család autóját, amely a kibuc északnyugati részén, otthonuk előtt parkolt, miközben a család a házban volt. A házban tartózkodó Daniel Tregermant, a kibuc négyéves lakóját a fején találták el repeszdarabok, és a helyszínen meghalt. Körülbelül egy órával később, augusztus 22-én kiadott közleményében a Hamász katonai szárnya, az IKB vállalta a felelősséget két 120 mm-es és három 81 mm-es aknavető kilövéséért.

### 2023-as mészárlás

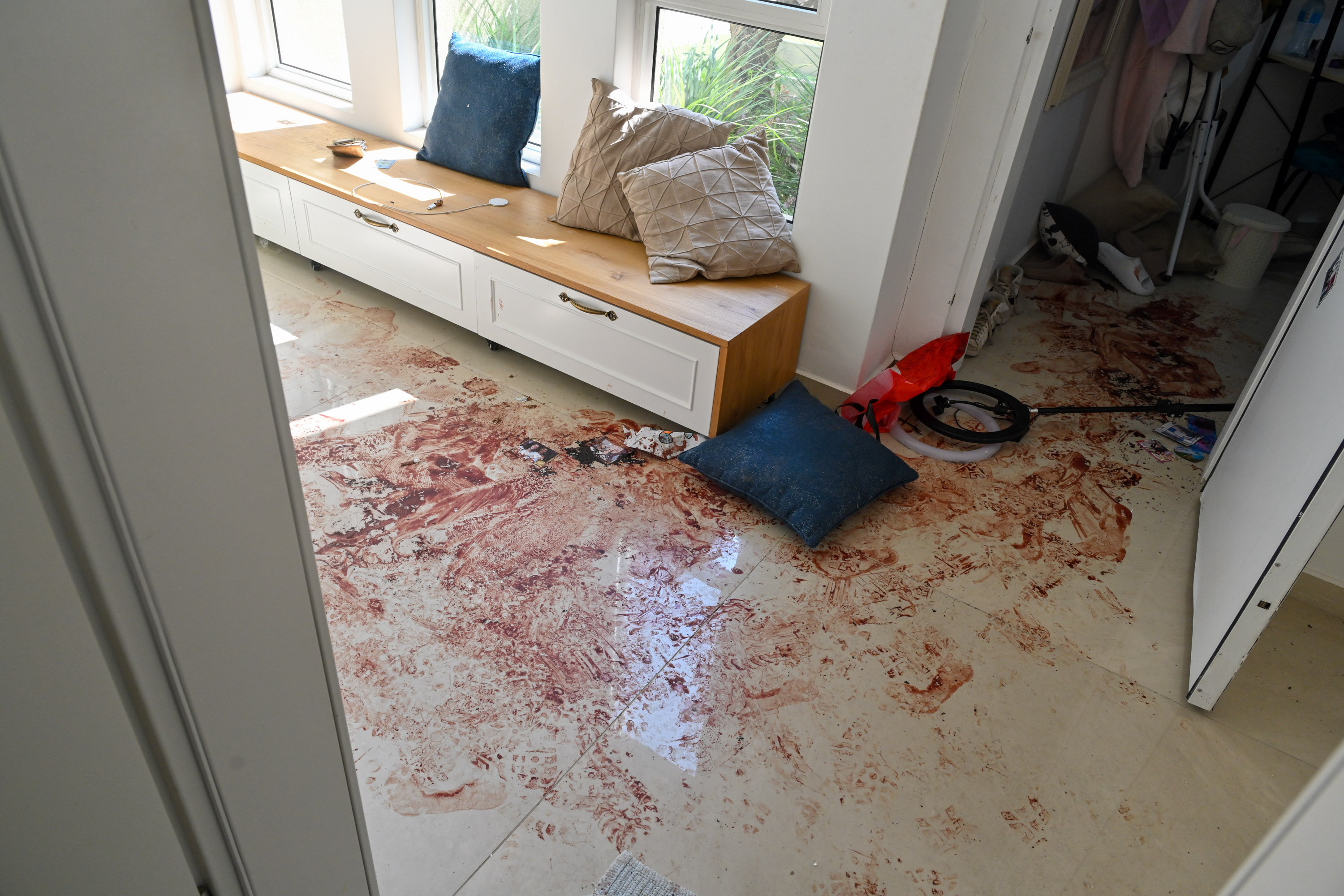
A terrortámadás következményei

2023 októberében becslések szerint 20 Hamász-harcos hatolt be Náhál Ozba. A terroristák betörtek a kibuc házaiba és lelőtték a lakókat. A kibucot a Hamász 12 órán át ellenőrzése alatt tartotta, míg az Izraeli Védelmi Erők (IDF) katonáinak sikerült megölni a terroristákat és visszavenni az irányítást a kibuc felett. A Hamász túszul ejtett egy öttagú családot, a két szülőt és mindhárom gyermeküket és a túszokkal együtt visszavonult Gázába. Az emberrablást a terroristák élőben közvetítették az anya telefonjával, ezúton értesült a család többi tagja az emberrablásról.

## Gazdasága
A kibuc sárgarépa-, gyapot- és búzatermesztéssel foglalkozik, van egy tejüzeme is, 600 tehénnel.  2023 februárjában az izraeli Nemzeti Infrastruktúra Bizottság küldöttsége vizsgálta, hogy a határmenti terület alkalmas-e napelemfarm kiépítésére. Régebben volt egy vasgyár is Nahal Ozban ami már bezárt.

## Nevezetes lakosok
- Amir Tibon, újságíró

## Fordítás
- Ez a szócikk részben vagy egészben  a   Nahal Oz című angol Wikipédia-szócikk ezen változatának fordításán alapul.  Az eredeti cikk szerkesztőit annak laptörténete sorolja fel. Ez a jelzés csupán a megfogalmazás eredetét és a szerzői jogokat jelzi, nem szolgál a cikkben szereplő információk forrásmegjelöléseként.